# Hadstens kommun
Hadstens kommun var fram till 31 december 2006 en kommun i Århus amt i Danmark. Kommunen hade 12 982 invånare (2014) och en yta på 139,05 km². Hadsten var kommunens huvudort. Numera ingår kommunen i Favrskovs kommun.